# Calyptomyrmex beccarii
Calyptomyrmex beccarii är en myrart som beskrevs av Carlo Emery 1887. Calyptomyrmex beccarii ingår i släktet Calyptomyrmex och familjen myror. Inga underarter finns listade.

## Bildgalleri

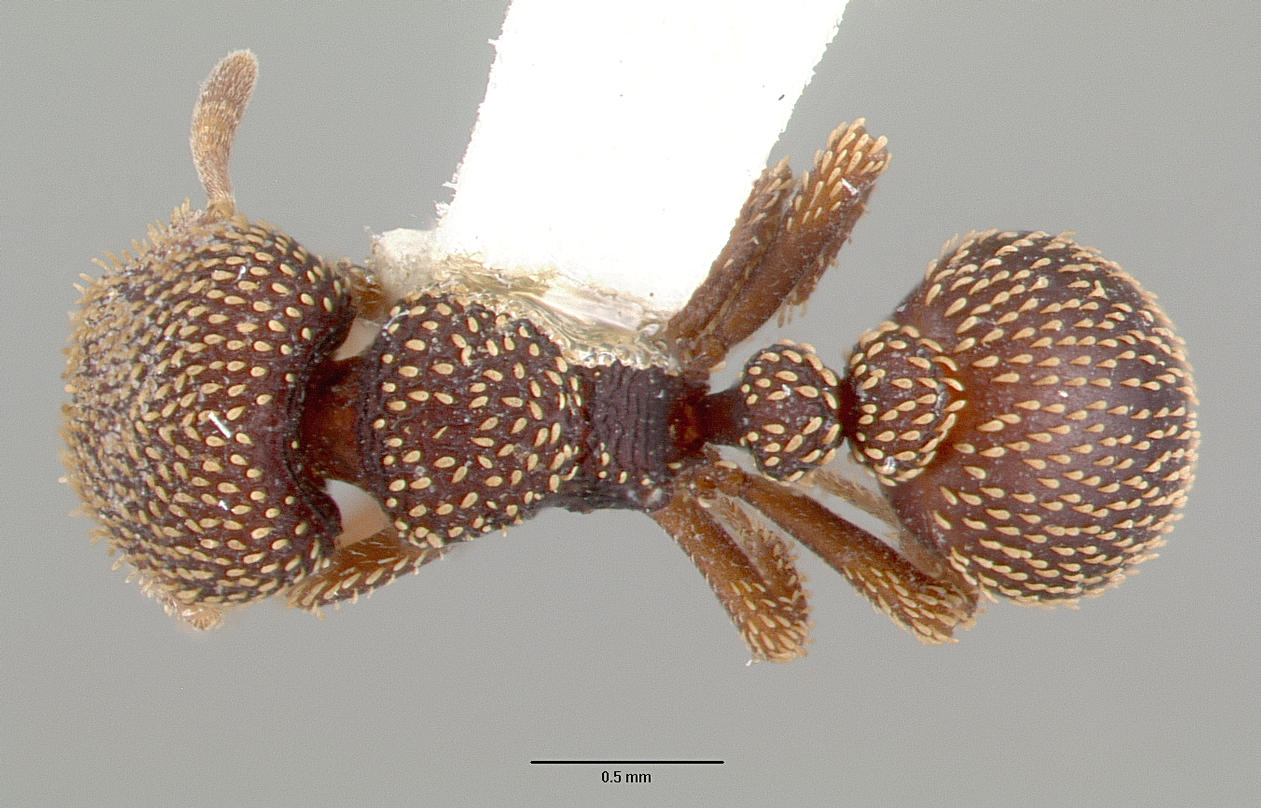
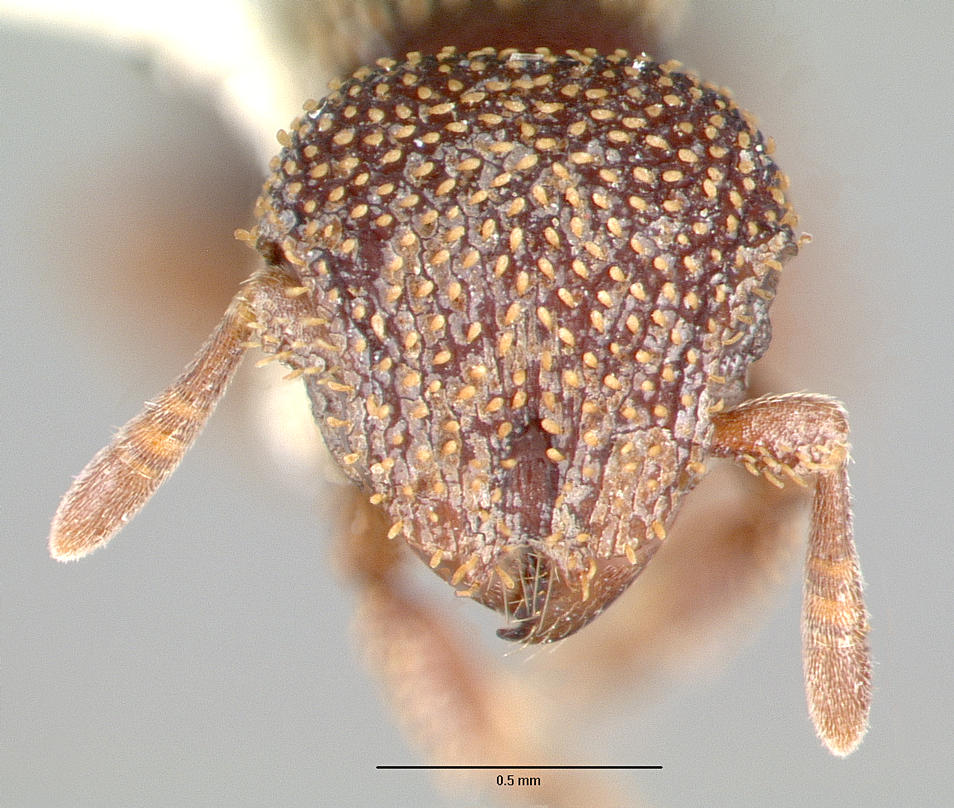
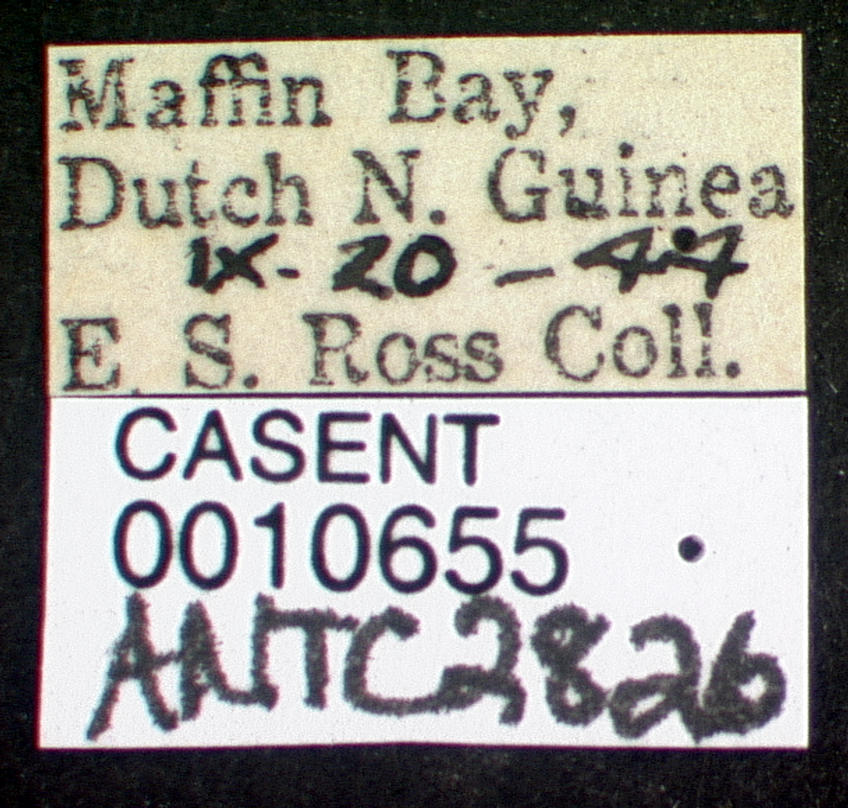
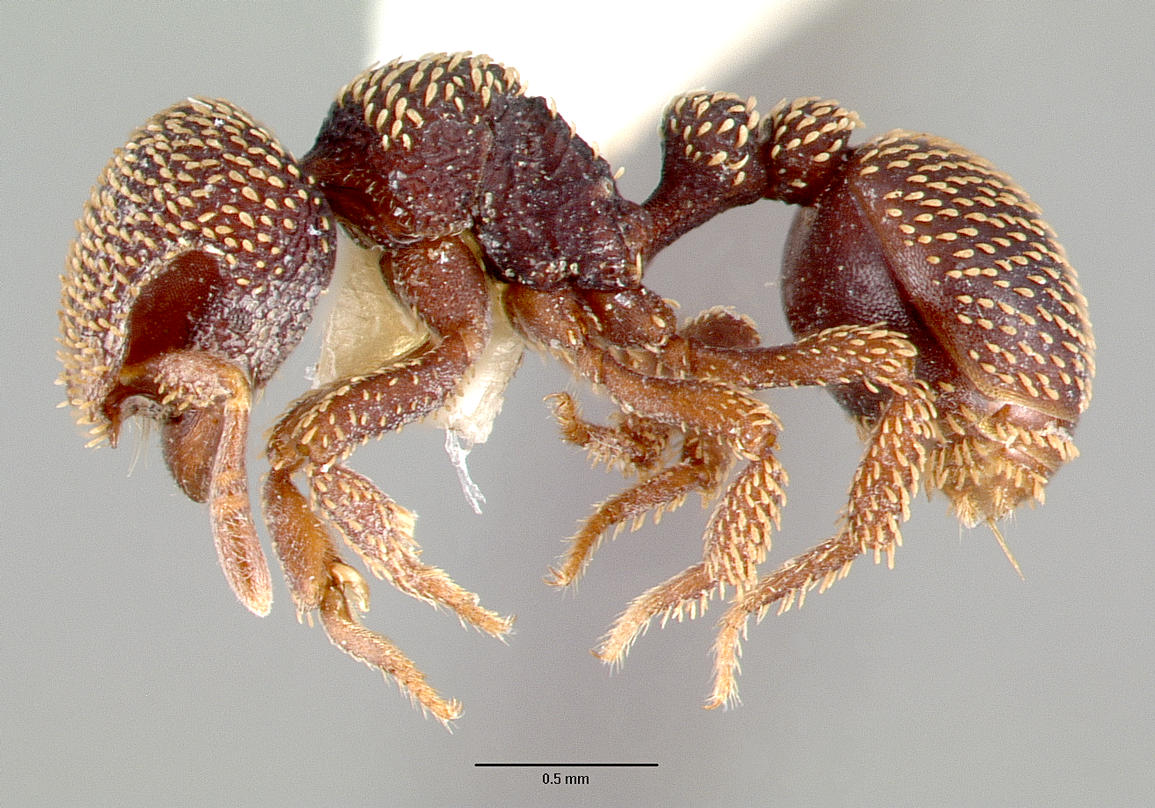
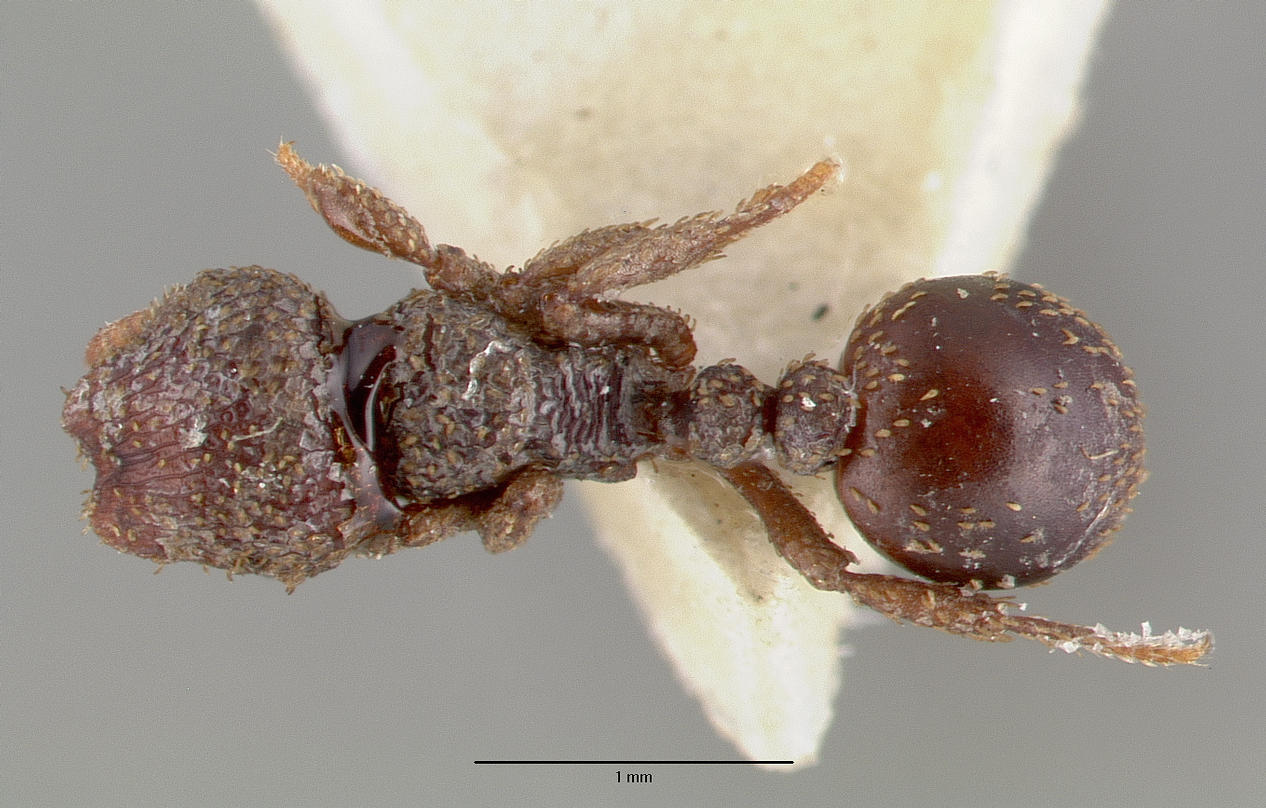
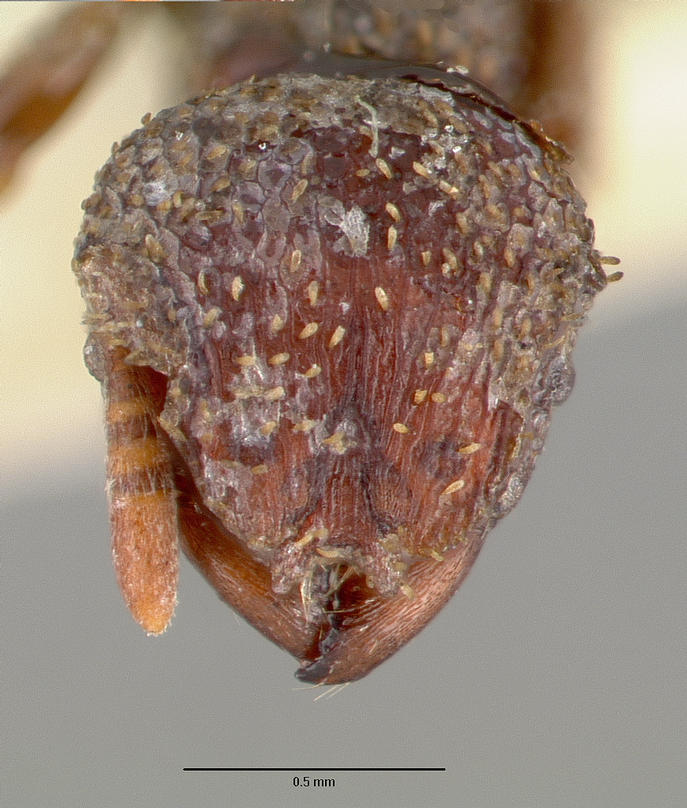